# Olga Sljoesarjova
Olga Anatoljevna Sljoesarjova (Russisch: Ольга Анатольевна Слю́сарёва) (Oblast Charkov, 28 april 1969) is een Russisch voormalig wielrenster. 
Tijdens de Olympische Zomerspelen 2000 won Sljoesarjova de bronzen medaille op de puntenkoers.
Sljoesarjova won tijdens de Olympische Zomerspelen 2004 de gouden medaille op de puntenkoers op de baan en de bronzen medaille in de wegwedstrijd.
Sljoesarjova werd viermaal wereldkampioen op de puntenkoers en tweemaal op de scratch.
In 2001 won Sljoesarjova één wereldbekerwedstrijd op de weg in Zwitserland.

## Resultaten
| Jaar | WK                                    | Olympische Zomerspelen                                                  |
| ---- | ------------------------------------- | ----------------------------------------------------------------------- |
| 1995 | sprint                                |                                                                         |
| 1998 | puntenkoers                           |                                                                         |
| 2000 | puntenkoers                           | puntenkoers · 23e tijdrit · 42e wegwedstrijd                            |
| 2001 | puntenkoers · achtervolging           |                                                                         |
| 2002 | puntenkoers · achtervolging · scratch |                                                                         |
| 2003 | puntenkoers · scratch · achtervolging |                                                                         |
| 2004 | puntenkoers · scratch                 | puntenkoers · wegwedstrijd · 6e individuele achtervolging · 12e tijdrit |
| 2005 | scratch · puntenkoers                 |                                                                         |
| 2006 | puntenkoers · achtervolging · scratch |                                                                         |
| 2008 |                                       | 8e puntenkoers                                                          |

1996: Nathalie Lancien ·
2000: Antonella Bellutti ·
2004: Olga Sljoesarjova ·
2008: Marianne Vos